# Direction centrale de la Police judiciaire
La Direction centrale de la Police judiciaire - DCPJ (in italiano: Direzione centrale della polizia giudiziaria) è una direzione della Police nationale della Francia con competenza nazionale e territoriale per le indagini e la lotta alla criminalità grave.

## Storia
La prima polizia giudiziaria nazionale è stata creata nel 1907 da Georges Clemenceau in qualità di ministro degli Interni e Célestin Hennion. Prima di allora, la polizia era costituita da forze locali e aveva problemi a far fronte a nuove grandi bande che agivano in aree più vaste, utilizzando automobili e ferrovie per muoversi (mentre la polizia aveva biciclette o cavalli). Le 12 Brigades régionales de police mobile (Brigate regionali di polizia mobile), con sede nelle principali città con grandi giurisdizioni, ammontavano a 500 persone (che consentivano la sorveglianza 24 ore su 24, 7 giorni su 7), ben addestrate, utilizzavano il sistema Bertillon, avevano telefoni e si procuravano rapidamente auto. Hanno ottenuto risultati, come l'arresto della famosa Banda Bonnot. "Le Tigre" (tigre) essendo il soprannome di Georges Clemenceau, furono chiamate Brigades du Tigre (Brigata della Tigre) e furono presenti in Triplice inganno. Al giorno d'oggi il logo della DCPJ raffigura una tigre e la silhouette di Clemenceau.

## Funzioni e responsabilità
La DCPJ è responsabile della lotta alla criminalità grave a livello nazionale, sia con i suoi servizi centrali di competenza nazionale (OCTRIS, OCLCO, SDAT, ecc.) Sia attraverso le sue direzioni regionali.
Le sue responsabilità e il suo obiettivo si sono evoluti nel tempo. Nel 2009 sono stati citati direttamente:
- Reati contro le persone e il patrimonio
- Persone scomparse
- Traffico di armi
- Fuggitivi
- Frode internazionale
- Prostituzione
- Traffico d'arte
- Veicoli e documenti rubati
- Terrorismo
- Traffico di droga
- Riciclaggio di denaro
- Crimine da colletto bianco
- Contraffazione
- Crimine informatico

## Organizzazione
La DCPJ è a sua volta suddivisa in sottodirezioni:
- La sous-direction de la lutte contre la criminalité organisée et la délinquance financière (SDLCODF) - Sottodirezione Criminalità organizzata e finanziaria.
- La sous-direction Anti-terroriste (SDAT) - Sottodirezione Anti-terrorismo.
- La sous-direction de la lutte contre la cybercriminalité - Sottodirezione Crimine informatico.
- La sous-direction de la police technique et scientifique (SDPTS) - Sottodirezione tecnico-scientifica di polizia.
- La sous-direction des ressources, de l'évaluation et de la stratégie (SDRES) - Sottodirezione Risorse, valutazioni e strategia.

Ma una parte importante della PJ in Francia è in realtà composta da servizi territoriali (DIPJ/DRPJ).
Ha una forza di 5.200 dipendenti.